# KICKED & KLAWED
『KICKED & KLAWED』（キックト・アンド・クロード）は、キャッツ・イン・ブーツの2枚目のオリジナル・アルバム。

## 概要
前作『DEMONSTRATION＜EAST MEETS WEST＞』以来、約1年ぶりのアルバムである。
2003年9月26日にコピーコントロールCD仕様で再発売された。
2022年1月26日に再発売された。
収録曲の「Shot Gun Sally」と「Evil Angel」の作詞は、ジョエル・エリスと共に、ミュージシャンのパルテノン・ハクスリーとギタリストのスティーヴィー・サラスが担当した。
収録曲の「TOKYO SCREAMIN'」はボーナス・トラックである。

## 収録曲
（全作詞（特記以外）：ジョエル・エリス / 全作曲：大橋隆志）
1. Shot Gun Sally
作詞：ジョエル・エリス、パルテノン・ハクスリー、スティーヴィー・サラス
2. Nine Lives (Save Me)
3. Her Monkey
4. Whip It Out
5. Long, Long Way From Home
6. Coast To Coast
7. Every Sunrise
8. Evil Angel
作詞：ジョエル・エリス、パルテノン・ハクスリー、スティーヴィー・サラス
9. Bad Boys Are Back
10. Judas Kiss
11. Heaven On A Heartbeat